# Corpúsculo tímico

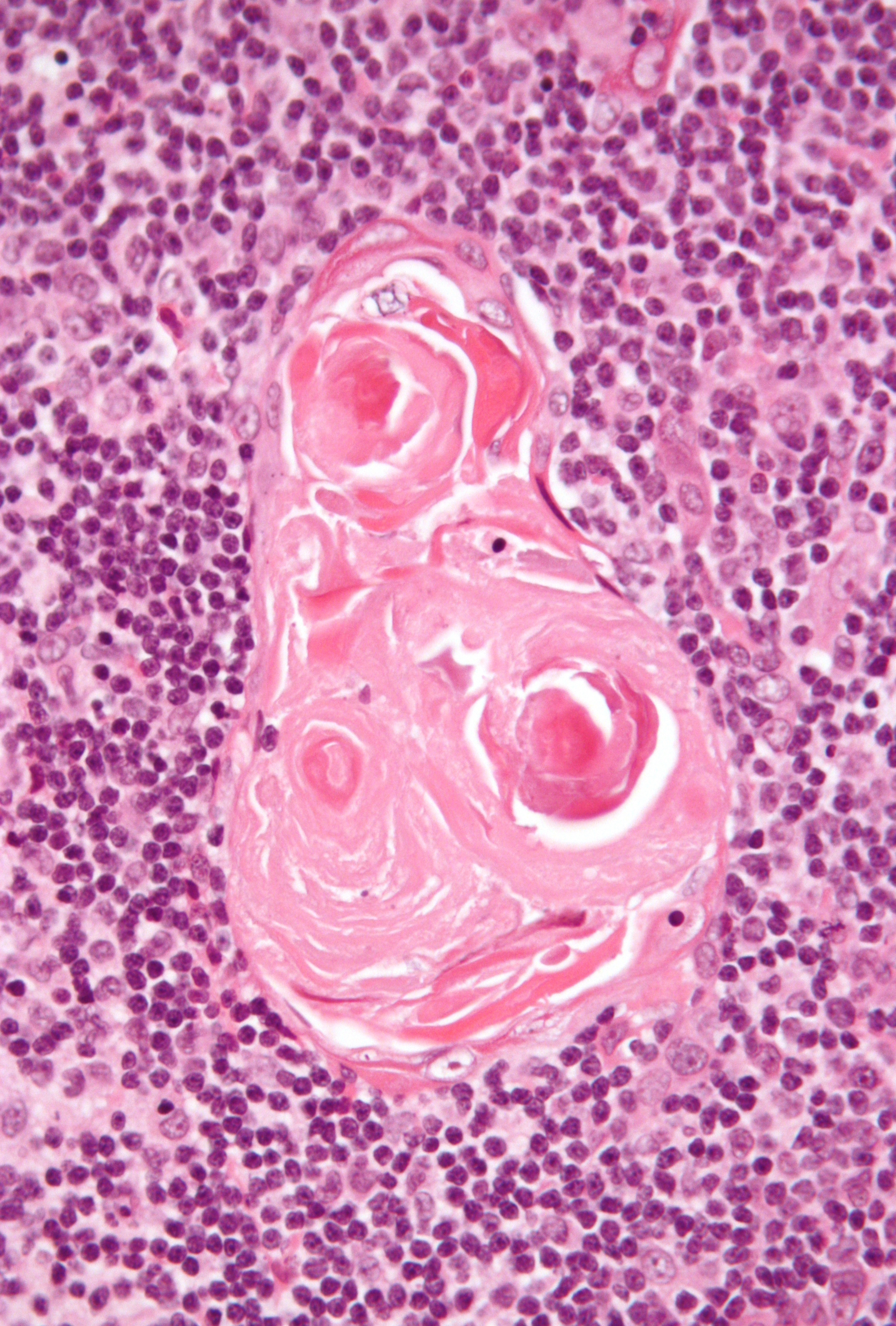
Corpúsculo tímico en una microfotografía

Los corpúsculos tímicos o corpúsculos de Hassall son masas aisladas de células epitelioreticulares tipo VI que exhiben núcleos aplanados. Poseen gránulos de queratohialina, haces de filamentos intermedios, e inclusiones lipídicas en su citoplasma. Se encuentran ubicados en la médula del timo. Su función es la de segregar linfopoyetina estromal tímica, sustancia que genera apoptosis contra los linfocitos que ataquen a los tejidos sanos.
En ocasiones el centro del corpúsculo tímico puede presentar indicios de cornificación, esto no es extraño debido a su procedencia embrionaria de la orofaringe. 